# 愛されるために
『愛されるために』（あいされるために）は、村下孝蔵が1994年にリリースした13枚目のオリジナル・アルバム。

## 解説
村下の作品としては珍しく、コンピューターを使った打ち込みサウンド主体となっている。シングル「つれてって」を収録。

## 収録曲
- 全曲作詞・作曲：村下孝蔵
- 編曲：水谷公生

1. だめですか？
2. りんごでもいっしょに
「つれてって」カップリング曲。
3. つれてって
4. 帽子
5. しゃぼん玉
6. 君には勝てない
7. 結婚式
8. 眉
9. あゆみ
10. 幸せの鍵